# 2015年レッドブル・エアレース・ワールドシリーズ ラスベガス
2015年レッドブル・エアレース・ワールドシリーズ ラスベガスでは、通算10回目となるレッドブル・エアレース・ワールドシリーズの内、2015年10月17日・18日にアメリカ合衆国のネバダ州ラスベガスで行われた2015年シーズン最終戦（第8戦）について述べる。会場は、2014年シーズン第7戦の舞台と同じラスベガス・モーター・スピードウェイで、今シーズンでは2番目に標高が高い海抜1998フィートである。

## 概要
9月30日、カービー・チャンブリス（アメリカ）は、ニコラス・イワノフ（フランス）とマティアス・ドルダラー（ドイツ）と共に、アメリカ西南部のモニュメント・バレー上空をフライトした。10月18日には、誕生日を迎えたアメリカのアルペンスキー選手のリンゼイ・ボンが同じく誕生日のチャンブリスの元を訪れ、祝いの言葉を述べた。
これまでの7戦でポール・ボノム、ハンネス・アルヒ、マット・ホールの3名が優勝し、加えてマルティン・ソンカ、室屋義秀、ピート・マクロード、マティアス・ドルダラー、カービー・チャンブリスら5名が表彰台に上った。ボノムとホールは7戦中で表彰台を逃したのはそれぞれ1度のみと好調をキープした。元レッドブル・エアレーサーで現在はレース・ディレクターを務めるスティーブ・ジョーンズは、「ギャンブラーなら“ミスター堅実”のポール・ボノムが勝つ方に賭けるだろうね。彼はレース単体ではなくチャンピオンシップを見据えている。レースに勝ちたいのはやまやまだろうが、8ポイントリードしているからプッシュし過ぎる必要はないんだ。」「マットはポールに勝てそうで勝てないことが多かったけれど、彼も既に“ミスター堅実”を名乗ってもおかしくない。マットのフライトはとても美しいから表彰台に上るチャンスも、もちろん優勝するチャンスもある。でも、仮にマットが優勝してもポールが5位以内ならポールがチャンピオンになるし、順調に行けばポールはファイナル4まで進むだろうね。」と述べ、ボノムとホールのしのぎ合いを予測した。また、残る1つの表彰台について、チャンピオンシップには絡まないが、今シーズンファイナル4に4度進み、その内2度表彰台に乗ったマルティン・ソンカと、新しい機体を導入し今シーズン初めて2度表彰台に乗った室屋義秀に期待を寄せた。スロースタートの後、第3戦・第4戦で2連勝したものの、その後は不調続きのハンネス・アルヒについては優勝する実力があることを認めながらも、「直近3レースの成績を考えると期待はできないが、実力を取り戻せば必ず表彰台に戻ってくるだろう」と率直に述べた。
ラスベガスでカジノ・ホテルを運営するMGMリゾーツは、本レースを対象とした倍率を公表した。
2度のトレーニング・フライトでは、パイロン・ヒットや水平違反などでペナルティを受ける選手が続出する中、ディフェンディング・チャンピオンであるナイジェル・ラムがチャンピオンシップの表彰台を狙うボノム、ホール、アルヒ、ソンカらを抑えてトラック・レコードを更新するタイムを記録した。
予選日は好天に恵まれたが、予選前に行われた3度目のトレーニング・フライトでは前日は西風だった風向きが東風に変わり、ラムが調子を落とし11位、48秒台をたたき出したホールを含め8人が前日のラムの記録を上回るタイムを出した。予選では、日本の室屋義秀がボノムやホールら強敵を抑えて自身初の1位に輝いたが、上位5人が0.681秒差にひしめく状態となった。トレーニング・フライトで好調だったラムはDNSで14位となり、ラウンド・オブ・14で室屋と当たり、1.026秒差で敗れ、室屋は今季3度目のファイナル4進出を果たした。今季からマスタークラスに上がったフアン・ベラルデはわずか0.008秒差で敗者最速の座を逃したことを悔しがりながらも、自身の成長を実感したとのコメントを残した。チャンピオンシップで表彰台に乗る可能性があったマルティン・ソンカは、ラウンド・オブ・8でパイロン・ヒットなどのミスが響き8位に終わった。ファイナル4ではホールがボノムに0.364秒差で競り勝ったものの、ボノムが史上初3度目のチャンピオンとなった。
これまでの7戦の成績上位6名が出場できるチャレンジャークラスは、それぞれ2度ずつ優勝し28ポイントを獲得した上位3名（ダニエル・リファ、ペトル・コプシュタイン、ミカエル・ブラジョー）の他、1度優勝したクリスチャン・ボルトン、ピーター・ポドランセック、フロリアン・バーガーの出場が決定した。予選前日に行われた2度のトレーニング・フライトではコプシュタインが共に58秒台を記録し1位に入った。フランスのミカエル・ブラジョーが優勝しチャンピオンとなった。

## マスタークラス

### 予選
| 順 位 | No. | パイロット             | タイム | ペナルティ |
| ----- | --- | ---------------------- | ------ | ---------- |
| 1     | 31  | 室屋義秀               | 48.618 |            |
| 2     | 95  | マット・ホール         | 48.853 |            |
| 3     | 55  | ポール・ボノム         | 48.956 |            |
| 4     | 27  | ニコラス・イワノフ     | 49.246 |            |
| 5     | 21  | マティアス・ドルダラー | 49.299 |            |
| 6     | 22  | ハンネス・アルヒ       | 49.411 |            |
| 7     | 10  | カービー・チャンブリス | 49.627 |            |
| 8     | 8   | マルティン・ソンカ     | 50.361 |            |
| 9     | 99  | マイケル・グーリアン   | 50.504 |            |
| 10    | 26  | フアン・ベラルデ       | 50.775 |            |
| 11    | 84  | ピート・マクロード     | 50.800 | +1秒1      |
| 12    | 12  | フランソワ・ルボット   | 51.764 |            |
| 13    | 91  | ピーター・ベゼネイ     | 53.719 | +4秒2      |
| 14    | 9   | ナイジェル・ラム       | DNS3   |            |

- ^1 スタートゲート進入速度超過により+1秒のペナルティ[8]
- ^2 ゲート4及びゲート10で水平違反により+2秒×2のペナルティ[8]
- ^3 トレーニング・フライト後の着陸時にプロペラをこすってしまった影響でスタートできず[16]

### ラウンド・オブ・14
| ヒート | 予選1 | パイロット1            | タイム1 | タイム2 | パイロット2          | 予選2 |
| ------ | ----- | ---------------------- | ------- | ------- | -------------------- | ----- |
| 1      | 5     | マティアス・ドルダラー | 48.325  | 49.859  | フアン・ベラルデ     | 10    |
| 2      | 4     | ニコラス・イワノフ     | 49.748  | 51.7711 | ピート・マクロード   | 11    |
| 3      | 6     | ハンネル・アルヒ       | 49.658  | 49.851  | マイケル・グーリアン | 9     |
| 4      | 3     | ポール・ボノム         | 48.341  | 55.3302 | フランソワ・ルボット | 12    |
| 5      | 7     | カービー・チャンブリス | 52.8111 | 51.1071 | マルティン・ソンカ   | 8     |
| 6      | 2     | マット・ホール         | 52.2843 | 54.0843 | ピーター・ベゼネイ   | 13    |
| 7      | 1     | 室屋義秀               | 49.112  | 50.138  | ナイジェル・ラム     | 14    |

| 凡例                     | 凡例 |
| ------------------------ | ---- |
| ラウンド・オブ・8進出    |      |
| ノックアウト（敗退）     |      |
| 敗者の中で最速（＝進出） |      |

- ^1 ゲート4通過時に水平違反により+2秒のペナルティ[9]
- ^2 ゲート4でパイロン・ヒットにより+3秒、ゲート5通過時に水平違反により+2秒のペナルティ[9]
- ^3 ゲート5でパイロン・ヒットにより+3秒のペナルティ[9]

### ラウンド・オブ・8
| ヒート | 予選1 | パイロット1        | タイム1 | タイム2 | パイロット2            | 予選2 |
| ------ | ----- | ------------------ | ------- | ------- | ---------------------- | ----- |
| 8      | 4     | ニコラス・イワノフ | 51.0951 | 50.3461 | マティアス・ドルダラー | 5     |
| 9      | 3     | ポール・ボノム     | 49.175  | 49.308  | ハンネス・アルヒ       | 6     |
| 10     | 2     | マット・ホール     | 49.955  | 53.1632 | マルティン・ソンカ     | 8     |
| 11     | 1     | 室屋義秀           | 48.817  | 50.211  | マイケル・グーリアン   | 9     |

| 凡例                 | 凡例 |
| -------------------- | ---- |
| ファイナル4進出      |      |
| ノックアウト（敗退） |      |

- ^1 ゲート10通過時に水平違反により+2秒のペナルティ[10]
- ^2 ゲート5でパイロン・ヒットにより+3秒、ゲート10通過時に水平違反により+2秒のペナルティ[10]

| 順 位 | No. | パイロット             | タイム | ペナルティ |
| ----- | --- | ---------------------- | ------ | ---------- |
| 1     | 95  | マット・ホール         | 48.604 |            |
| 2     | 55  | ポール・ボノム         | 48.968 |            |
| 3     | 21  | マティアス・ドルダラー | 49.358 |            |
| 4     | 31  | 室屋義秀               | 49.415 |            |

| 順 位 | パイロット             | ポイント |
| ----- | ---------------------- | -------- |
| 1     | マット・ホール         | 12       |
| 2     | ポール・ボノム         | 9        |
| 3     | マティアス・ドルダラー | 7        |
| 4     | 室屋義秀               | 5        |
| 5     | ハンネス・アルヒ       | 4        |
| 6     | マイケル・グーリアン   | 3        |
| 7     | ニコラス・イワノフ     | 2        |
| 8     | マルティン・ソンカ     | 1        |
| 9     | フアン・ベラルデ       | 0        |
| 10    | ナイジェル・ラム       | 0        |
| 11    | ピート・マクロード     | 0        |
| 12    | カービー・チャンブリス | 0        |
| 13    | ピーター・ベゼネイ     | 0        |
| 14    | フランソワ・ルボット   | 0        |

## チャレンジャークラス
| 順 位 | No. | パイロット               | タイム   | ペナルティ |
| ----- | --- | ------------------------ | -------- | ---------- |
| 1     | 18  | ペトル・コプシュタイン   | 1:01.208 |            |
| 2     | 17  | ダニエル・リファ         | 1:01.416 |            |
| 3     | 11  | ミカエル・ブラジョー     | 1:02.321 |            |
| 4     | 37  | ピーター・ポドランセック | 1:02.576 |            |
| 5     | 62  | フロリアン・バーガー     | 1:03.794 |            |
| 6     | 5   | クリスチャン・ボルトン   | DQ1      |            |

| 順 位 | No. | パイロット               | タイム   | ペナルティ |
| ----- | --- | ------------------------ | -------- | ---------- |
| 1     | 11  | ミカエル・ブラジョー     | 1:00.521 |            |
| 2     | 37  | ピーター・ポドランセック | 1:00.556 |            |
| 3     | 5   | クリスチャン・ボルトン   | 1:00.920 |            |
| 4     | 18  | ペトル・コプシュタイン   | 1:02.117 |            |
| 5     | 62  | フロリアン・バーガー     | 1:02.255 |            |
| 6     | 17  | ダニエル・リファ         | 1:02.459 |            |

## 最終ランキング
マスタークラス
| 順 位 | パイロット             | トー タル |
| ----- | ---------------------- | --------- |
| 1     | ポール・ボノム         | 76        |
| 2     | マット・ホール         | 71        |
| 3     | ハンネス・アルヒ       | 34        |
| 4     | マルティン・ソンカ     | 29        |
| 5     | マティアス・ドルダラー | 26        |
| 6     | 室屋義秀               | 23        |
| 7     | ナイジェル・ラム       | 20        |
| 8     | ピート・マクロード     | 19        |
| 9     | ニコラス・イワノフ     | 15        |
| 10    | マイケル・グーリアン   | 13        |
| 11    | カービー・チャンブリス | 9         |
| 12    | ピーター・ベゼネイ     | 8         |
| 13    | フアン・ベラルデ       | 0         |
| 14    | フランソワ・ルボット   | 0         |